# Giovanni Mauro (arbitro)
Giovanni Mauro (Domodossola, 21 luglio 1888 – Milano, 12 maggio 1958) è stato un dirigente sportivo e arbitro di calcio italiano.
Fratello minore di Francesco Mauro, fu uno dei massimi dirigenti federali FIGC degli anni a cavallo dei due conflitti mondiali.

## Da giocatore ad arbitro
Trasferitosi in giovane età nel capoluogo lombardo, iniziò a giocare al calcio prima nell'Ausonia di Milano, poi nella terza squadra del Milan nelle stagioni 1909-10 e 1910-11. Studente del "Liceo Parini" di Milano, studiò Giurisprudenza presso l'Università degli Studi di Pavia, conseguendo la laurea nel 1911, dove con alcuni coetanei fondò la Associazione Goliardica del Calcio nel 1907. L'anno successivo, il 1908, avvenne la scissione in seno al Milan che portò alla nascita dell'Internazionale.
Anche i fratelli Mauro confluirono nel gruppo dei nerazzurri, ma da protagonisti, perché andarono ad occupare le poltrone dei vicepresidenti.
Terminati gli studi Mauro aprì uno studio a Milano e decise di non continuare la carriera agonistica avvicinandosi all'arbitraggio ed entrando nel gruppo degli ex dirigenti che nel 1911 fondò al "Ristorante Orologio", nei portici dietro il Duomo di Milano, l'Associazione Italiana Arbitri.
Durante l'assemblea costitutiva dell'Associazione fu eletto in veste di Segretario, carica che rifiutò subito e che in seguito fu assegnata al torinese Canfari.

## Presidente del Comitato Regionale Lombardo
Che Mauro fosse persona molto convincente e concreta se ne erano accorti in molti. Con la sua parlantina roboante e autoritaria fu un oratore molto apprezzato. All'assemblea costitutiva del Comitato Regionale Lombardo della FIGC nell'autunno del 1911 ottenne subito la preferenza da un cospicuo gruppo di società lombarde, non solo quelle di recente affiliazione. Non aveva che 23 anni quando gli fu affidata la Presidenza del neocostituito organismo federale che in poco tempo avrebbe visto la nascita e l'affiliazione di molte squadre che adesso troviamo in Serie A e Serie B.
Mauro aveva un grande dote: era molto convincente. Gli bastava poco per suscitare entusiasmo e con questa arma vincente guadagnare la fiducia delle società nuove affiliate che a lui si rivolgevano per entrare nei nuovi campionati regionali. Tra le sue beneficiate furono soprattutto i ticinesi del Chiasso e dell'Atalanta ad ottenere da lui agevolazioni ma soprattutto il suo benestare in sede di verifica delle qualità tecnico-agonistiche prima dell'ingresso nella massima serie dell'epoca (la Prima Categoria).
Fu riconfermanto alla presidenza ben 5 volte consecutive se non contiamo il periodo di commissariamento per le stagioni tra il 1916 e il 1919 in cui l'attività fu forzatamente ridotta a causa della Guerra a cui lui prese parte col grado di Tenente  prima e poi Capitano degli Alpini. Nel 1917 fu fatto prigioniero. Fu rieletto per la stagione 1919-1920 ma alla fine del mandato non si ricandidò lasciando forse un notevole vuoto che comunque fu colmato dalle nuove presidenze elette in seguito.

Di lui un giornale milanese (L'Atleta) scrisse che era uscito dal CRL senza sbattere la porta e che in ogni caso avrebbe meritato un minimo ringraziamento per ciò che aveva fatto, ringraziamento che non gli fu tributato su nessuna colonna né sportiva né di quotidiana informazione.

## Alla Presidenza dell'A.I.A.
Mauro non si ritirò a vita privata. Forse aveva già capito che i tempi stavano cambiando e che la posizione dei dirigenti-arbitri era a rischio viste le dure prove a cui andavano incontro nei primi anni venti. Mauro si pose subito alla guida dell'Associazione Italiana Arbitri (AIA) propugnando la realizzazione di una rivista che servisse alla categoria da punto di riferimento e che lui creò nel 1924: l'Arbitro.
Fu Arbitro Internazionale e scese in campo rappresentando l'Italia e l'AIA ai Giochi della VII Olimpiade ad Anversa nel 1920 (diresse Spagna-Svezia 2-1 nel torneo di consolazione) e ai Giochi della IX Olimpiade ad Amsterdam nel 1928 dove fu impegnato in Egitto-Portogallo 2-1.
I gravi episodi di violenza e aggressione agli arbitri che all'epoca erano ancora dei tesserati per le società calcistiche di qualsiasi ordine e grado lo posero in prima linea arrivando a difendere in giudizio i coscritti troppo spesso vittime inermi di gravi aggressioni sui campi e fuori.

Quando la goccia fece traboccare il vaso, leggi lo sciopero arbitrale conseguente la ricusazione degli arbitri inseriti in apposite liste di mancato gradimento fatte da tutte le società all'inizio della stagione 1925-26, il calcio italiano andò in crisi. La Presidenza della Lega Nord con a capo Enrico Olivetti, dirigente dell'Inter che contava più del Presidente Federale Luigi Bozino, arrivò al passo estremo e dette le dimissioni nelle mani del Presidente del CONI Lando Ferretti. La FIGC crollò di schianto come un castello di carte a cui era stata tolta la trave portante.

## La Carta di Viareggio
Era quello che aspettava da tempo Lando Ferretti: prendere la Federazione e rimetterla a posto nominando volti nuovi e soprattutto cambiando gli ordinamenti federali. A questo proposito Mauro fu la persona più affidabile, al di sopra delle parti (anche se quelli del Genoa non la pensavano affatto così) ma soprattutto che sapeva il fatto suo. Era la persona giusta perché non ricopriva alcuna carica in seno al Regime Fascista ma soprattutto era autorevole.
Completata la "triade" con due importanti esponenti di club di spicco dell'epoca (Paolo Graziani del Bologna e del gerarca abruzzese Italo Foschi - Presidente della nascente Roma) fu Mauro a proporre i nuovi ordinamenti federali stravolgendo tutti gli ordinamenti preesistenti portando la FIGC verso un ordinamento autoritario verticistico quasi precostituito alla cui Presidenza in seguito fu posto Leandro Arpinati, il braccio destro di Benito Mussolini.
Mauro si candidò alla Presidenza dell'ex AIA trasformata in CITA (Comitato Italiano Tecnico Arbitrale) con mansioni di vicepresidente FIGC avente incarichi organizzativi speciali, ovvero le relazioni internazionali, che molto lustro dettero all'Italia sia nelle Coppe Europee che ai Campionati Mondiali sempre affiancato dal fido segretario Eraldo Gaudenzi.
Nella sua opera di trasformazione dell'AIA in una vera, indipendente e strutturata associazione di arbitri a lui va il merito di aver sistematicamente organizzato e creato i Gruppi Arbitri che prima del 1926 contavano solo le Sezioni di Bergamo e Cremona.
Mantenne la presidenza del CITA fino al 1933 anno in cui, caduto in disgrazia Leandro Arpinati, il CONI cambiò la Presidenza Federale affidandola a Giorgio Vaccaro. Questi cambiò quasi tutti i dirigenti federali passando il CITA a Federico Sani. Mauro era ormai entrato nell'élite dirigenziale federale di una federazione che aveva bisogno di volti nuovi.

## Premio FIGC "Giovanni Mauro"
Residente in pianta stabile a Roma, creò nel 1935 la Fondazione Giovanni Mauro istituendo l'omonimo premio che fu attribuito al miglior arbitro che più si era distinto durante la stagione sportiva.

## Italia in guerra, ma il calcio non si ferma
Fino alla fine del campionato 1942-1943 in seno alla FIGC Mauro aveva presieduto la Commissione per i rapporti con l'estero. Con la caduta del Regime Fascista (25 luglio 1943) il primo Governo Badoglio rimosse tutti i dirigenti fascisti anche a livello sportivo. Tutte le Federazioni furono Commissariate e il nuovo responsabile del CONI, il Conte Alberto Bonacossa, nominò quale Reggente della FIGC Mauro, figura di notevole prestigio e molto affidabile in quanto non compromesso con il passato regime.
Mauro programmò il 5 settembre di ristabilire tutte le libertà sportive che il Regime aveva soppresso e fra queste il ripristino delle vecchie denominazioni delle società (da cui avrebbero dovuto essere cancellati tutti i termini "fascista") e la riabilitazione di tutti i soci delle società sportive e i giocatori che erano stati cacciati per motivi politici e clientelari. Cancellato il programma stabilito dal suo predecessore, il Marchese Luigi Ridolfi, perché non attuabile per motivi contingenti (Campionato Nazionale Misto su 3 gironi di 12 squadre comprendenti anche le squadre campane) Mauro con i primi, e unici, comunicati ufficiali nominò due consulenti federali (Fulvio Bernardini e Renato Dall'Ara) e stabilì che ogni società delle tre serie nazionali avrebbe conservato almeno la vecchia categoria, cancellato le retrocessioni stabilite sul campo e acquisito i titoli sportivi delle squadre neopromosse.
Durante il suo brevissimo mandato commissariale Mauro, che conosceva bene Aldo Cevenini avendolo presentato ai dirigenti dell'Atalanta per la stagione 1929-1930, andò alla sua casa di campagna a Brembate chiedendogli di nascondere la Coppa Rimet con i suoi gioielli di famiglia. Alla fine della guerra Mauro tornò a prendere la Coppa che fu resa alla FIFA per il Campionato mondiale di calcio 1950 che si tenne in Brasile.
Ma gli eventi portarono a repentini cambiamenti e subito dopo l'8 settembre, con l'Italia spaccata a metà e la RSI appena costituita al Nord, il CONI ebbe un nuovo Commissario fascista che tolse a Mauro la carica che gli era stata affidata 2 mesi prima.

## Il dopoguerra
Terminato il periodo dei successi e dei conflitti, Mauro da tempo si era spostato a Milano. Dopo la liberazione riprese ad occuparsi di cose calcistiche e il 25 aprile 1945 fu nominato dal CLN quale "Commissario Straordinario" della FIGC per l'Alta Italia, carica che equivaleva in pratica alla presidenza federale nelle regioni settentrionali, con termine al 30 aprile 1946, data che la FIGC si era data come termine ultimo per tornare a funzionare a livello unitario nazionale. Mauro presiedette una speciale Commissione che, nel prendere atto delle ingiustizie che il Regime aveva generato nel ventennio, cercò di rendere ad ogni società la giusta categoria di merito persa in passato inserendola nei nuovi campionati che per la stagione 1945-1946 non furono definitivi, ma di transizione visti i notevoli problemi logistici e organizzativi.
Andato in pensione celibe, ricoprì fino alla morte una carica federale.

Nel 2011 gli viene assegnato un riconoscimento alla memoria nella Hall of Fame del calcio italiano.